# قطعنامه ۱۳۱۷ شورای امنیت
قطعنامه ۱۳۱۷ شورای امنیت سازمان ملل متحد که در تاریخ ۰۵ سپتامبر ۲۰۰۰ تصویب شد، سندی بین‌المللی دربارهٔ بررسی وضعیت در سیرالئون است. این قطعنامه طی نشست ۴۱۹۳ام با ۱۵ رای موافق، ۰ مخالف و ۰ ممتنع تصویب شد.